# پاکوسواویتسه
پاکوسواویتسه (به لهستانی:  Pakosławice) یک روستا در لهستان است که در گمینا پاکوسواویتسه واقع شده‌است. پاکوسواویتسه ۵۰۰ نفر جمعیت دارد.